# Pfarrkirche Gföhl

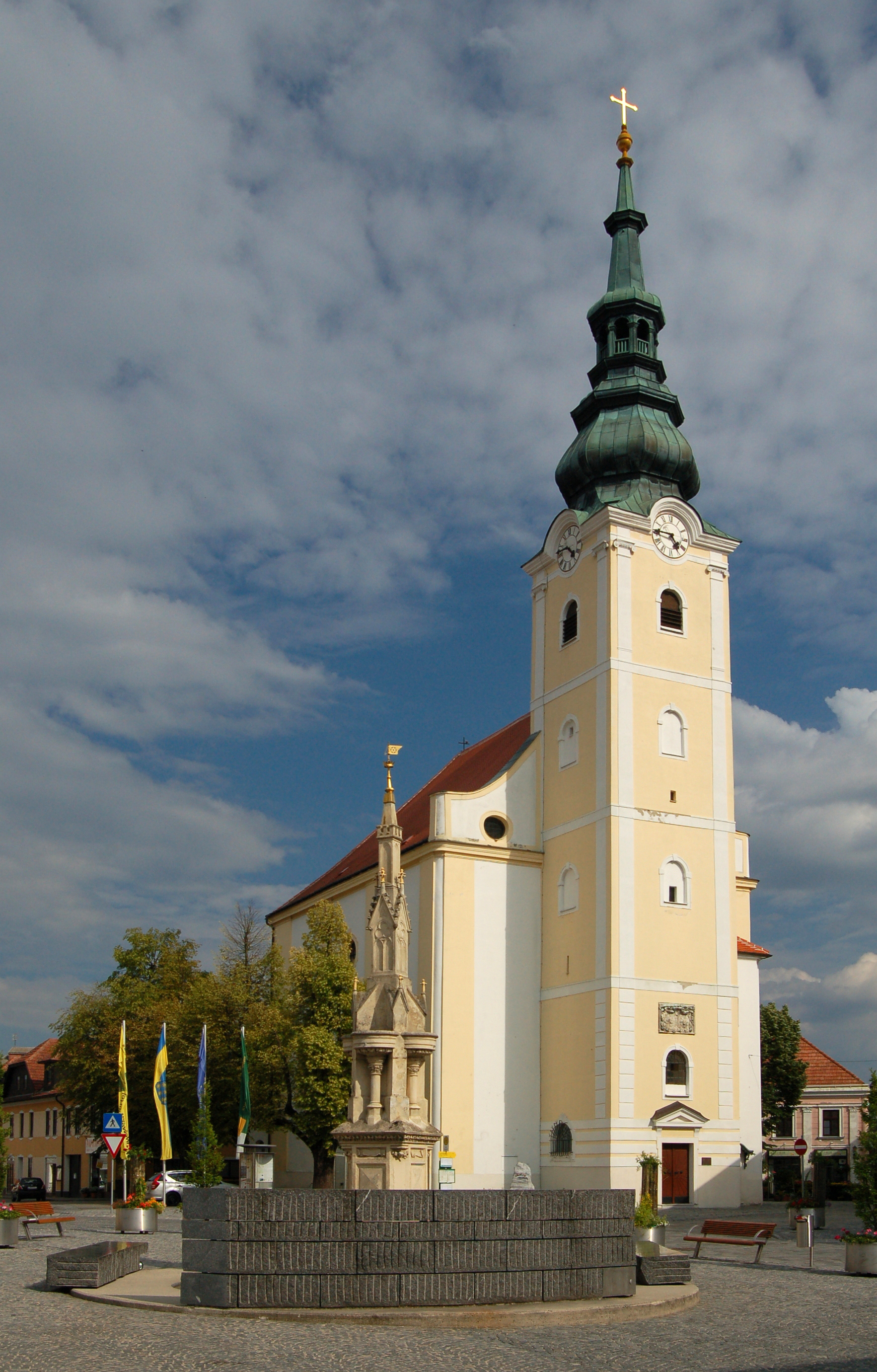
Katholische Pfarrkirche hl. Andreas in Gföhl

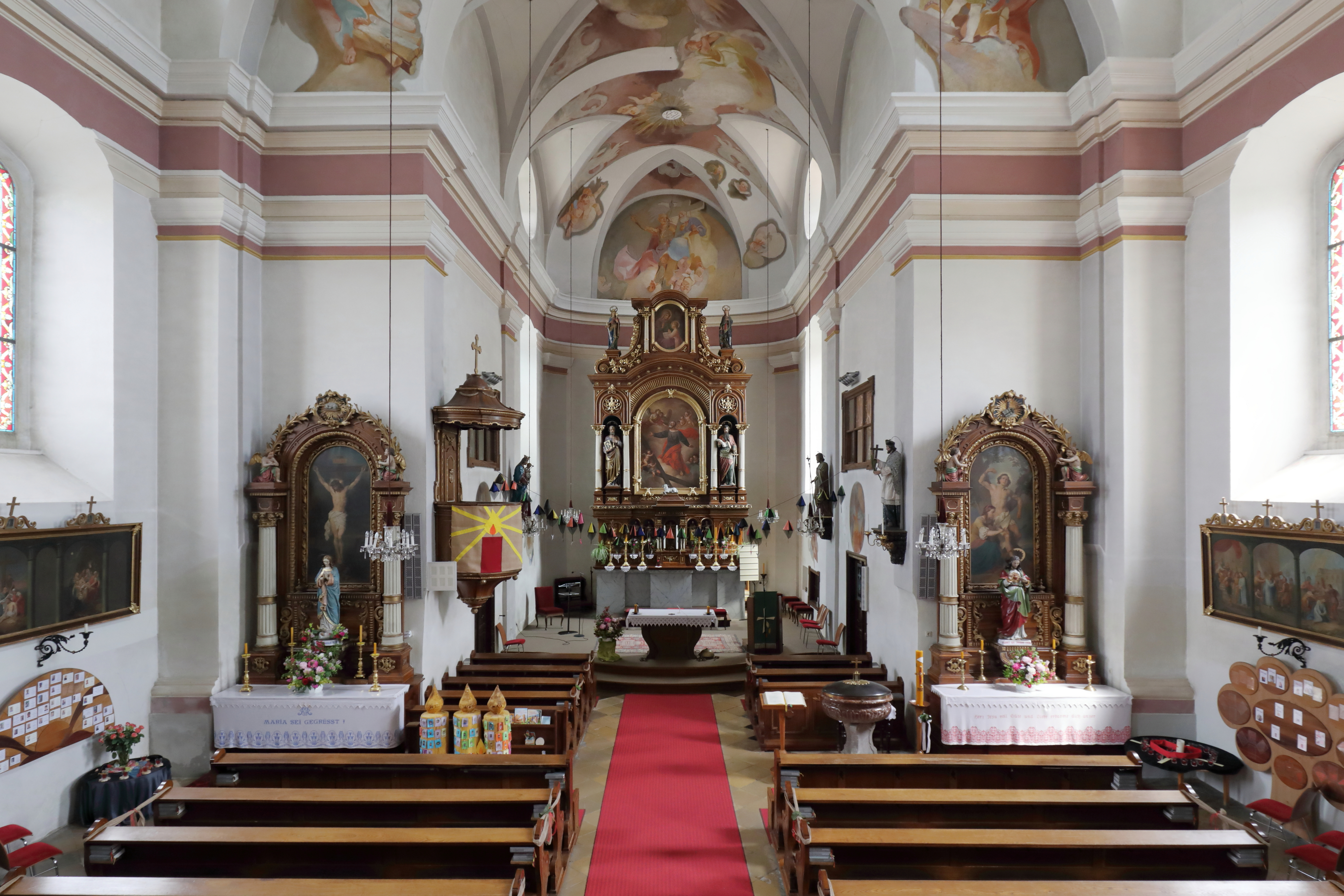
Innenansicht Richtung Hochaltar

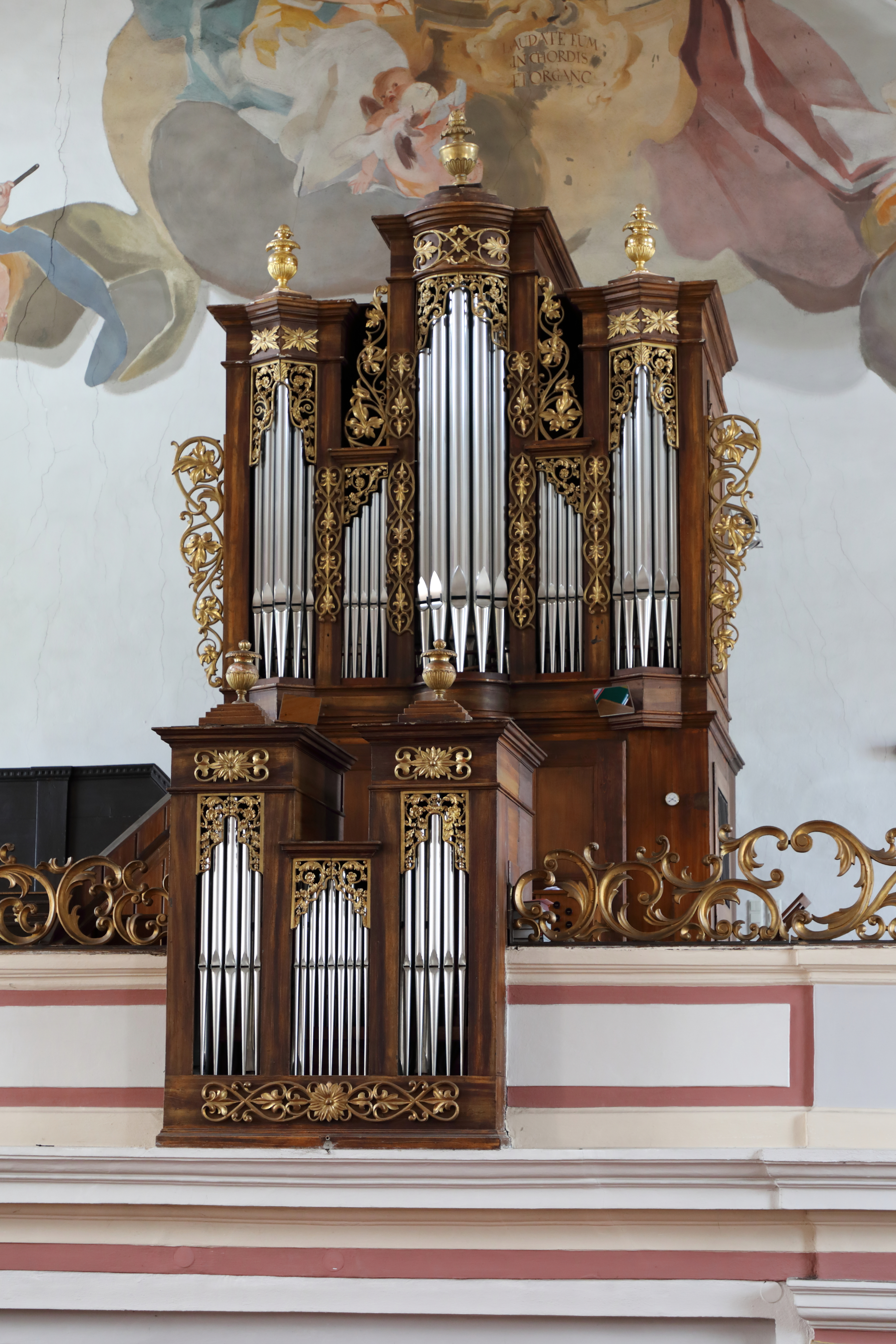
Orgel der Pfarrkirche

Die Pfarrkirche Gföhl steht in der Stadtgemeinde Gföhl im Bezirk Krems-Land in Niederösterreich. Die dem Patrozinium hl. Andreas unterstellte römisch-katholische Pfarrkirche gehört zum Dekanat Krems in der Diözese St. Pölten. Die Kirche steht unter Denkmalschutz (Listeneintrag).

## Geschichte
Eine Kirche wurde 1327 erstmals urkundlich genannt und gehörte anfangs als Filialkirche zur Pfarre Meisling. Einem Neubau der Kirche in der Mitte des 17. Jahrhunderts folgte von 1715 bis 1720 der heutige Kirchenbau, welcher 1724 geweiht wurde. Schäden entstanden durch Ortsbrände in den Jahren 1748 und 1820. Daraufhin erhielt die Kirche nach und nach eine Ausstattung des 19. Jahrhunderts. Nach Schäden am Dachstuhl kam es zu einer Absenkung des Gewölbes. Im Zuge einer Sanierung 2020 wurde das Gewölbe wieder angehoben.

## Architektur
Die stattliche barocke Pfarrkirche hat einen im Kern mittelalterlichen Westturm. Die Kirche hat ein annähernd quadratisches Langhaus und einen schmäleren, langen Chor mit einer flach abgerundeten Apsis. Der mächtige, viergeschoßige Westturm mit dem Hauptportal und der Eingangshalle steht vor der Westfassade. Er trägt eine vereinfachte barocke Gliederung. 1885 wurde er zu seiner heutigen Höhe ausgebaut und erhielt einen mehrfach geschwungenen, reich profilierten Zwiebelhelm. Über dem Hauptportal mit Dreiecksgiebel ist ein steinernes Wappen der Sinzendorf aus der 1. Hälfte des 17. Jahrhunderts in die Wand eingelassen.
Der dreijochige Saalraum und der eingezogene, zweijochige Chor sind überwölbt von Flachtonnen mit Stichkappen und Gurtbögen, die auf einem horizontal durchlaufenden, stark profilierten Gesims liegen und von mächtigen Pilastern getragen werden. Die ornamentale Glasmalerei ist aus dem Jahre 1895. Die barockisierenden Deckenfresken von 1955 schuf der Maler Wolfram Köberl. Über den Türen zu den beidseitigen Choremporen sind 1955 freigelegte Rundmedaillons mit Fresken der hl. Leopold und Nikolaus aus dem Jahre 1820 erhalten.

## Ausstattung
Der Hochaltar von 1821 von Simon Daun hat ein Altarbild mit dem hl. Andreas von Jakob Preitschopf. Den Drehtabernakel fertigte 1823 Franz Mayerhofer. Das Aufsatzbild hl. Anna Maria lesen lehrend malte Andreas Schickner 1926. Die Seitenaltäre, links eine Kreuzigung, rechts der hl. Sebastian schuf 1861 Franz Dobiaschofsky. Neben dem rechten Seitenaltar steht das Taufbecken aus Rotmarmor von 1672.
Das Orgelgehäuse von 1820 von Johann Georg Fischer auf der Westempore erhielt 1975 ein neues Werk von Gregor Hradetzky mit 15 Registern (15/II/P). 
In der Turmhalle befindet sich ein Kriegerdenkmal von Max Ferstel von 1920.